# 48th Highlanders of Holland Pipes and Drums
De 48th Highlanders of Holland Pipes and Drums is een doedelzakband uit Apeldoorn, opgericht op 15 januari 1991. De band treedt op als een levend monument ter ere van de Canadese bevrijders van Apeldoorn en omgeving, met name het regiment 48th Highlanders of Canada. Door middel van muziek, educatie en herdenkingen houdt de band de herinnering aan de Canadese inzet tijdens de Tweede Wereldoorlog levend. Het motto van de band luidt: "We do remember".
De heer Fred de Graaf, voormalig burgemeester van Apeldoorn, is sinds 2019 beschermheer van de 48th Highlanders of Holland.

## Geschiedenis
De band werd opgericht door een groep enthousiaste streekgenoten met een gedeelde interesse in Schotse pipe band-muziek en de geschiedenis van de bevrijding. Sindsdien is de band uitgegroeid tot een vaste waarde bij herdenkingen in binnen- en buitenland. De 48th Highlanders of Holland dragen bij aan herdenkingen op onder meer 17 april (de bevrijding van Apeldoorn), 4 mei (Dodenherdenking) en Bevrijdingsdag op 5 mei.
Er is een bijzondere band met het Canadese regiment 48th Highlanders of Canada, dat betrokken was bij de bevrijding van Apeldoorn in 1945. De Nederlandse band draagt met toestemming van het Canadese regiment hetzelfde uniform als tijdens de bevrijding werd gedragen. Deze symbolische verbinding benadrukt de blijvende eer en dankbaarheid aan de Canadese bevrijders.

## Activiteiten
De 48th Highlanders of Holland verzorgen optredens bij nationale en internationale herdenkingen, plechtigheden en ceremoniële gelegenheden. Een jaarlijks hoogtepunt is de herdenking op de Canadese Begraafplaats in Holten, waar gesneuvelde Canadese militairen worden herdacht. Deze herdenking vindt altijd plaats op zondag rond 11 april, want op die datum begon Operation Cannonshot. In datzelfde weekend neemt de band ook deel aan de herdenking in Wilp. De band treedt ook op bij internationale evenementen, zoals bij verschillende herdenkingen in Frankrijk (D-Day in juni), de herdenkingen van de Slag om de Somme in september, en in 2023 bij de herdenking van 80 jaar vrijheid op Sicilië - Operation Husky.

## Erkenning
De band onderhoudt nauwe banden met het regiment 48th Highlanders of Canada en wordt erkend als ceremoniële vertegenwoordiging van dit regiment in Nederland. Deze officiële band onderstreept het wederzijdse respect en de gedeelde inzet om het oorlogsverleden levend te houden.